# مسألة مفتوحة
في العلوم والرياضيات، تعد المسألة المفتوحة أو غير المحلولة مسألة (أو مشكلة) معروفة يمكن ذكرها بدقة، ويفترض أن لها حلاً موضوعيًا يمكن التحقق منه، لكن لم يتم حله بعد (لا يوجد حل معروف له).
في تاريخ العلوم، تم «حل» بعض هذه المسائل المفتوحة المفترضة من خلال إظهار أنها غير محددة جيدًا. في الرياضيات، تهتم العديد من المسائل المفتوحة بمسألة ما إذا كان تعريف معين متسق أم لا. مثالان بارزان في الرياضيات تم حلهما وإغلاقهما من قبل الباحثين في أواخر القرن العشرين هما مبرهنة فيرما الأخيرة  ومبرهنة الألوان الأربعة. من أهم مشاكل الرياضيات المفتوحة التي تم حلها في أوائل القرن الحادي والعشرين حدسية بوانكاريه. توجد مسائل مفتوحة في جميع المجالات العلمية. على سبيل المثال، واحدة من أهم المسائل المفتوحة في الكيمياء الحيوية هي مسألة التنبؤ بالبنية البروتينية  – كيفية التنبؤ بهيكل البروتين من تسلسله.

## روابط خارجية
- Kennedy، Donald؛ Norman، Colin (2005)، "What Don't We Know?"، Science، ج. 309، ص. 75–75، DOI:10.1126/science.309.5731.75، PMID:15994521، مؤرشف من الأصل في 2019-12-13
- "So much more to know"، Science، ج. 309، ص. 78–102، يوليو 2005، DOI:10.1126/science.309.5731.78b، PMID:15994524
- Open Problem Garden مجموعة المشكلات المفتوحة في الرياضيات تعتمد على مبدأ المستخدم القابل للتحرير ("wiki")